# أندريا روزين
أندريا روزين (بالإنجليزية: Andrea Rosen) مواليد 29 سبتمبر 1974 في نيويورك، هي ممثلة أمريكية بدأت مسيرتها الفنية عام 2003.

## وصلات خارجية
- أندريا روزين على موقع IMDb (الإنجليزية)
- أندريا روزين على موقع ميوزك برينز (الإنجليزية)
- أندريا روزين على موقع قاعدة بيانات الفيلم (الإنجليزية)